# 恩格爾赫訥山
46°40′19″N 8°10′48″E / 46.67194°N 8.18000°E

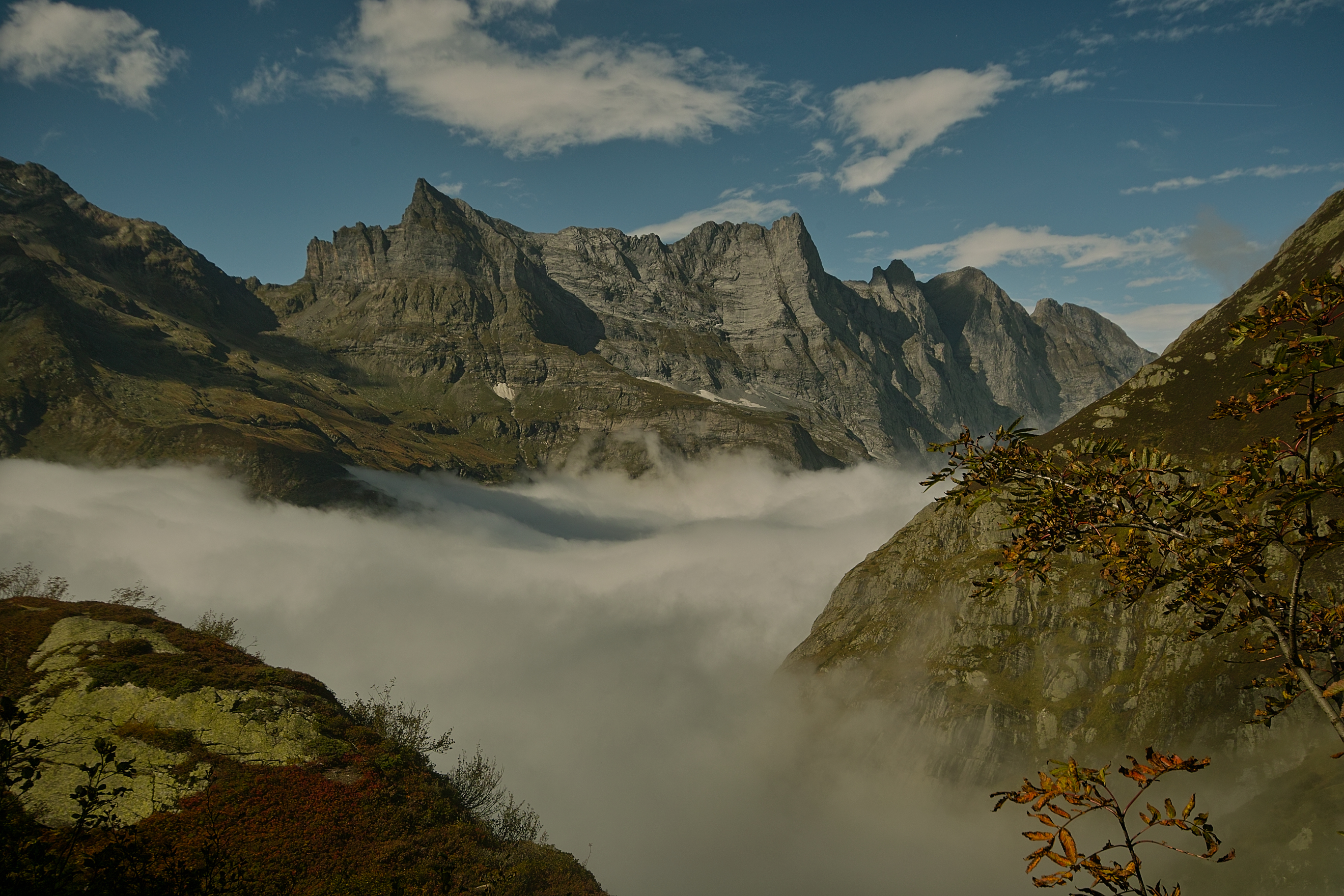

恩格爾赫訥山（Engelhörner），是瑞士的山脈，位於該國中部，由伯恩州負責管轄，屬於伯爾尼山的一部分，該山脈全長約4公里，最高點海拔高度2,855米。